# ンランガーノ
ンランガーノ（スワジ語: Nhlangano）は、エスワティニの都市。人口9,016人（2005年）。エスワティニで5番目に大きな都市であり、シセルウェニ地方の首府である。

## 概要
かつてはGoedgegunという地名であったが、スワジ語で「会議の場所」を意味する現在の地名へと改名された。ンランガーノはNgwavuma川のほとりに位置する。

## 歴史
1947年、第二次世界大戦での協力に感謝を伝えるためにイギリス国王ジョージ6世がスワジランド国王ソブーザ2世とこの土地で会談した。

## 施設
ンランガーノには、保健センター、刑務所、カジノ、SOS子供の村がある。